# Bussen (berg)
Bussen är ett 767 meter högt berg i Landkreis Biberach i det tyska förbundslandet Baden-Württemberg. Berget ligger ungefär 5 km öster om staden Riedlingen och floden Donau. Det är det högsta berget i distriktet Landkreis Biberach utanför bergskedjan Schwäbische Alb. 
Bussen kallas också för "det heliga berget i Oberschwaben" (ty. "heiliger Berg Oberschwabens"). Under goda förutsättningar sträcker sig utsikten till Ulmer Münster i nordöst och Alperna i söder. På toppen av berget ligger en kyrka, som är målet av pilgrimsfärder, och ruinen av en medeltida borg.